# Ozeanien-Meisterschaften im Bahnradsport 2024
Die Ozeanien-Meisterschaften im Bahnradsport 2024 wurden vom 14. bis zum 18. Februar durch den Ozeanischen Radsportverband OCC ausgetragen. Sie fanden im Grassroots Trust Velodrome von Cambridge statt. Es gab Wettbewerbe in den Kategorien Elite und Junioren; zudem waren sie mit den ozeanischen Bahn-Paracycling-Meisterschaften integriert.
Es waren 51 Männer, 35 Frauen, 38 Junioren und 18 Juniorinnen gemeldet, fast alle aus Australien und Neuseeland; hinzu kamen vier Athleten aus Neukaledonien. Die Fahrer traten in der Regel in den Trikots ihres Vereins bzw. ihres (australischen) Bundesstaats an.
Es wurden alle 11 Disziplinen ausgefahren, die auch bei den Bahnradsport-Weltmeisterschaften zum Tragen kommen. Die Ergebnisse der olympischen Disziplinen zählten für die Qualifikation zu den Olympischen Spielen 2024. Bei den Mannschafts-Wettbewerben waren mehrere Teams pro Nation zugelassen; die jeweils besten australischen und neuseeländischen Teams bestritten das Finale.

## Ergebnisse
Kursiv gesetzte Fahrerinnen und Fahrer bestritten bei Mannschaftswettbewerben lediglich die Vorläufe. Der Zusatz „OR“ bezeichnet einen neu aufgestellten Ozeanien-Rekord. Ein solcher wurde von Aaron Gate in der Einerverfolgung der Männer mit 4:06,468 Minuten erzielt.

### Männer
| Disziplin             | Gold                                                                      | Silber                                                                           | Bronze                                                                                           |
| --------------------- | ------------------------------------------------------------------------- | -------------------------------------------------------------------------------- | ------------------------------------------------------------------------------------------------ |
| Sprint                | Matthew Richardson                                                        | Leigh Hoffman                                                                    | Ryan Elliott                                                                                     |
| Keirin                | Matthew Richardson                                                        | Thomas Cornish                                                                   | Sam Dakin                                                                                        |
| Zeitfahren            | Thomas Cornish                                                            | Byron Davies                                                                     | Nick Kergozou                                                                                    |
| Teamsprint            | Australien 1 Daniel Barber Byron Davies Ryan Elliott                      | Neuseeland Te Awamutu Liam Cavanagh Jaxson Russell Patrick Clancy Luke Blackwood | Australien 2 Finn Carpenter Sam Gallagher Maxwell Liebeknecht                                    |
| Einerverfolgung       | Aaron Gate (OR)                                                           | Marshall Erwood                                                                  | John Carter                                                                                      |
| Mannschaftsverfolgung | Neuseeland Daniel Bridgwater Keegan Hornblow George Jackson Thomas Sexton | Australien John Carter Graeme Frislie Conor Leahy Liam Walsh                     | Neuseeland Development 1 Kyle Aitken Marshall Erwood Nick Kergozou Bailey O’Donnell Joel Douglas |
| Scratch               | Kelland O’Brien                                                           | George Jackson                                                                   | Marshall Erwood                                                                                  |
| Ausscheidungsfahren   | Aaron Gate                                                                | Graeme Frislie                                                                   | Joel Douglas                                                                                     |
| Punktefahren          | Aaron Gate                                                                | George Jackson                                                                   | Keegan Hornblow                                                                                  |
| Omnium                | Aaron Gate                                                                | Graeme Frislie                                                                   | Marshall Erwood                                                                                  |
| Madison               | Neuseeland Aaron Gate Thomas Sexton                                       | Neuseeland Burgos George Jackson Bailey O’Donnell                                | Neuseeland Couplands Joel Douglas Keegan Hornblow                                                |

### Frauen
| Disziplin             | Gold                                                                                   | Silber                                                        | Bronze                                                                          |
| --------------------- | -------------------------------------------------------------------------------------- | ------------------------------------------------------------- | ------------------------------------------------------------------------------- |
| Sprint                | Kristina Clonan                                                                        | Shaane Fulton                                                 | Alessia McCaig                                                                  |
| Keirin                | Kristina Clonan                                                                        | Alessia McCaig                                                | Deneaka Blinco                                                                  |
| Zeitfahren            | Kristina Clonan                                                                        | Shaane Fulton                                                 | Alessia McCaig                                                                  |
| Teamsprint            | Australien 1 Alessia McCaig Molly McGill Kalinda Robinson                              | Neuseeland Sophie De Vries Shaane Fulton Rebecca Petch        | Australien 2 Deneaka Blinco Tomasin Clark Sophie Watts                          |
| Einerverfolgung       | Bryony Botha                                                                           | Emily Shearman                                                | Nicole Shields                                                                  |
| Mannschaftsverfolgung | Neuseeland Bryony Botha Michaela Drummond Emily Shearman Ally Wollaston Nicole Shields | Australien Sally Carter Claudia Marcks Sophie Marr Keira Will | Neuseeland Captain Marvel Hannah Bayard Belle Judd Georgia Simpson Bee Townsend |
| Scratch               | Ally Wollaston                                                                         | Emily Shearman                                                | Sally Carter                                                                    |
| Ausscheidungsfahren   | Ally Wollaston                                                                         | Bryony Botha                                                  | Keira Will                                                                      |
| Punktefahren          | Ally Wollaston                                                                         | Michaela Drummond                                             | Emily Shearman                                                                  |
| Omnium                | Ally Wollaston                                                                         | Bryony Botha                                                  | Emily Shearman                                                                  |
| Madison               | Neuseeland Champions League Bryony Botha Michaela Drummond                             | Neuseeland Velobike Samantha Donnelly Ally Wollaston          | Australien Keira Will Claudia Marcks                                            |

### Junioren
| Disziplin             | Gold                                                                         | Silber                                                                        | Bronze                                                                  |
| --------------------- | ---------------------------------------------------------------------------- | ----------------------------------------------------------------------------- | ----------------------------------------------------------------------- |
| Sprint                | Tayte Ryan                                                                   | Alex Schuler                                                                  | Noah Mason                                                              |
| Keirin                | Tayte Ryan                                                                   | Xavier Bland                                                                  | Reuben Smith                                                            |
| Zeitfahren            | Tayte Ryan                                                                   | Daniel Morton                                                                 | Alex Schuler                                                            |
| Teamsprint            | Australien Xavier Bland Tayte Ryan Noah Mason                                | Australien Composite Kai Arbery Mitchell Louie Reuben Smith                   | Neuseeland Development 2 Wolf Pene Edward Sims Flynn Underwood          |
| Einerverfolgung       | Oscar Gallagher                                                              | Magnus Jamieson                                                               | Daniel Morton                                                           |
| Mannschaftsverfolgung | Neuseeland Thor Hunter Dalton Matthew Davidson Magnus Jamieson Daniel Morton | Australien Oscar Gallagher Kai Goltman Liam Goltman Luke Richert Patrick Maye | Neuseeland Spiderman Lucas Bhimy Kane Foster Bernard Pawson Zane Wyllie |
| Scratch               | Oscar Gallagher                                                              | Magnus Jamieson                                                               | Luke Richert                                                            |
| Ausscheidungsfahren   | Magnus Jamieson                                                              | Lucas Bhimy                                                                   | Hunter Dalton                                                           |
| Punktefahren          | Daniel Morton                                                                | Matthew Davidson                                                              | Bernard Pawson                                                          |
| Omnium                | Matthew Davidson                                                             | Daniel Morton                                                                 | Magnus Jamieson                                                         |
| Madison               | Neuseeland Pista Corsa Daniel Morton Bernard Pawson                          | Neuseeland Te Awamutu Kane Foster Magnus Jamieson                             | Australien Victoria Oscar Gallagher Luke Richert                        |

### Juniorinnen
| Disziplin             | Gold                                                                              | Silber                                                             | Bronze                                                |
| --------------------- | --------------------------------------------------------------------------------- | ------------------------------------------------------------------ | ----------------------------------------------------- |
| Sprint                | Liliya Tatarinoff                                                                 | Jodie Blackwood                                                    | Caitlin Kelly                                         |
| Keirin                | Caitlin Kelly                                                                     | Maya Dillon                                                        | Liliya Tatarinoff                                     |
| Zeitfahren            | Liliya Tatarinoff                                                                 | Caitlin Kelly                                                      | Jodie Blackwood                                       |
| Teamsprint            | Neuseeland Zadie Scott Jodie Blackwood Caitlin Kelly                              | Australien Maya Dillon Liliya Tatarinoff Ella Liang Phoenix Julian | nicht vergeben                                        |
| Einerverfolgung       | Lilyth Jones                                                                      | Mya Wolfenden                                                      | Sophie Maxwell                                        |
| Mannschaftsverfolgung | Neuseeland Development Sienna Lushkott Sophie Maxwell Mya Wolfenden Elena Worrall | Australien Hayley Dell Lilyth Jones Caitlin Rose Sonia Vetisch     | nicht vergeben                                        |
| Scratch               | Ella Liang                                                                        | Hayley Dell                                                        | Elena Worrall                                         |
| Ausscheidungsfahren   | Lilyth Jones                                                                      | Elena Worrall                                                      | Hayley Dell                                           |
| Punktefahren          | Mya Wolfenden                                                                     | Elena Worrall                                                      | Sophie Maxwell                                        |
| Omnium                | Elena Worrall                                                                     | Lilyth Jones                                                       | Hayley Dell                                           |
| Madison               | Australien Victoria Hayley Dell Lilyth Jones                                      | Neuseeland MitoQ Hannah Paine Elena Worrall                        | Australien New South Wales Caitlin Rose Sonia Vetisch |

## Medaillenspiegel
| Platz  | Land       | Gold | Silber | Bronze | Gesamt |
| ------ | ---------- | ---- | ------ | ------ | ------ |
| 1      | Neuseeland | 23   | 28     | 24     | 75     |
| 2      | Australien | 21   | 16     | 18     | 55     |
| Gesamt | Gesamt     | 44   | 44     | 42     | 130    |